# Anampses lennardi
Anampses lennardi är en fiskart som beskrevs av Scott, 1959. Anampses lennardi ingår i släktet Anampses och familjen läppfiskar. IUCN kategoriserar arten globalt som livskraftig. Inga underarter finns listade i Catalogue of Life.